# 6102 Visby
6102 Visby è un asteroide della fascia principale. Scoperto nel 1993, presenta un'orbita caratterizzata da un semiasse maggiore pari a 2,6000371 UA e da un'eccentricità di 0,1616194, inclinata di 1,75804° rispetto all'eclittica.